# Conseil de souveraineté (1964)
Pour les articles homonymes, voir Conseil de souveraineté.
Le Conseil de souveraineté de 1964 est l'organe exécutif mis en place en 1964 au Soudan. Il est remplacé par le Conseil de souveraineté de 1965.

## Composition
- Membres : Abdelhalim Mohamed, Luigi Adok, Ibrahim Youssef Souleiman, Moubarak Fadel Chaddad, Tijani Mahih